# غازی

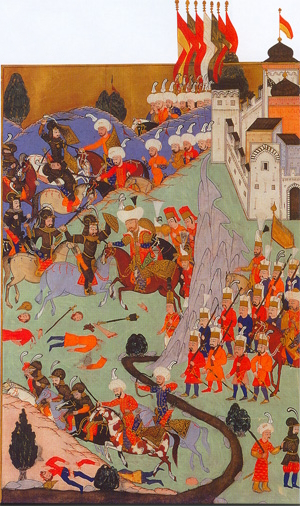
پیروزی غازی‌های عثمانی بر صلیبیون در نبرد نیکوپولیس

غازی فردی است که در غزوه (به معنای لشکرکشی یا یورش نظامی) شرکت کرده‌است. اصطلاح اخیر در ادبیات اولیه اسلامی به لشکرکشی‌هایی که توسط پیامبر اسلام محمد هدایت می‌شد به کار می‌رفت و بعداً توسط رهبران نظامی تُرک برای توصیف جنگ‌های فتح‌آمیزشان استفاده شد.
در چارچوب جنگ‌های بین امپراتوری روسیه و مردم مسلمان قفقاز، که از اواخر قرن هجدهم، از مقاومت شیخ منصور در برابر گسترش روسیه شروع شد، این کلمه معمولاً به شکل غزوات ظاهر می‌شود.
در ترکی مدرن، غازی برای اشاره به نظامیان سابق و همچنین به عنوان عنوانی برای قهرمانان مسلمان ترک مانند مصطفی کمال آتاترک، ارطغرول و عثمان اول استفاده می‌شود. همچنین برای اشاره به جانبازان در نبردها نیز کاربرد دارد. ۱۹ سپتامبر به عنوان روز کهنه سربازان در ترکیه جشن گرفته می‌شود.